# Tidsaxel över Sveriges förhistoria
Detta är en tidsaxel över Sveriges förhistoria, med referenser till relevanta tidsperioder och arkeologiska kulturer, det finns även en tidsaxel över Sveriges historia och en grafisk tidsaxel över Sveriges historia samt en artikel om arkeologisk tidsindelning

## Stenåldern(ca 12 000 f.Kr.-1700 f.Kr.)

### Paleolitikum(ca 12 000 f.Kr.-10 000 f.Kr.)

#### Senpaleolitikum(ca 12 000 f.Kr.-10 000 f.Kr.)
- Hamburgkulturen
- Brommekulturen
- Ahrensburgkulturen

### Mesolitikum(ca 10 000 f.Kr.-4000 f.Kr.)

#### Tidigmesolitikum(10000 f.Kr.-6800 f.Kr. )
- Maglemosekulturen

#### Senmesolitikum(5500 f.Kr.-4000 f.Kr.)
- Erteböllekulturen

### Neolitikum(4000 f.Kr.-1700 f.Kr.)

#### Tidigneolitikum(4000 f.Kr.-3300 f.Kr.)
- Trattbägarkulturen

#### Mellanneolitikum(3300 f.Kr.-2350 f.Kr.)
- Trattbägarkulturen
- Gropkeramiska kulturen
- Stridsyxekulturen

#### Senneolitikum(2350 f.Kr.-1700 f.Kr.)
- Senneolitisk kultur

## Bronsåldern(1700 f.Kr.-500 f.Kr.)

### Äldre bronsålder(1700 f.Kr.-1100 f.Kr.)
Äldre bronsåldern motsvarar:
Period I 1700-1500 f.Kr.
Period II 1500-1300 f.Kr.
Period III 1300-1100 f.Kr.
Enligt Montelius periodindelning

### Yngre bronsålder(1100 f.Kr.-500 f.Kr.)
Yngre bronsåldern motsvarar:
Period IV 1100-900 f.Kr.
Period V 900-600 f.Kr.
Period VI 600-500 f.Kr.
Enligt Montelius periodindelning

## Järnåldern(500 f.Kr. - 1050 e.Kr.)
- Förromersk järnålder (500 f.Kr. - 1 e.Kr.)
- Romersk järnålder (1 e.Kr.- 375 e.Kr.)
- Folkvandringstiden (375 e.Kr. - 550 e.Kr.)
- Vendeltiden (550 e.Kr. - 800 e.Kr.)

### Vikingatiden(800-1050 e.Kr.)

#### 800-talet
- Rökstenen tillkommer.
- Ansgar besöker Birka.

#### 900-talet
- Sigtuna grundas omkring år 980.
- Sverige enas omkring 990.

#### 1000-talet
- Sverige börjar kristnas.
- 1000 - Efter slaget vid Svolder får Sverige Elvrige vid Göteborg.